# 鄂畢 (新西伯利亞州)
55°00′N 82°42′E / 55.000°N 82.700°E
鄂畢（俄语：Обь）是俄羅斯新西伯利亞州的一個城市，位於新西伯利亞以西17公里。2002年人口24,567人。
原稱，1934年改稱鄂畢。1969年設市。新西伯利亞機場和S7航空公司的總部位於本市。